# مصباح الانس
مصباح الأنس با نام کامل «مصباح الأنس بین المعقول و المشهود» کتابی است در شرح مزجی شمس الدین محمد بن حمزه فَناری، مشهور به ابن فناری (۸۳۴ - ۷۵۱ق)، به زبان عربی، بر مهم‌ترین اثر صدرالدین قونَوی؛ یعنی «مفتاح الغیب» یا «مفتاح غیب الجمع و الوجود»، از شاگردان نامدار محی‌الدین عربی. متن و شرح، هر دو، از منابع مهم عرفان نظری و از متون آموزشی در این رشته می‌باشند. شارح، به تأسی مولف مفتاح الغیب در تبیین قواعد کشفی به لسان عقل، سعی بلیغی نموده و کوشیده است تا هماهنگی عرفان و برهان و عقل و دل و شهود و نظر را نشان دهد.

## مباحث کتاب
مباحث کتاب شامل ابعاد مختلف توحید، ولایت، مقامات انسان و مراتب روحی او در دنیا و آخرت، علوم باطنی، رابطه بین عقل و شرع، اختلاف امت‌ها، معارف انبیاء، روش‌های سیر و سلوک معنوی، راه‌های کشف حقایق عرفانی، هستی شناسی عرفانی، مراتب و حقیقت وجود، حشر اجساد، تناسخ، اعیان ثابته، تجلیات حق تعالی، نسبت بین ذات و صفات خداوند، تشکیک معنوی وجود، علم به ذات و صفات خدا، کمال نفسانی، مقامات عرفاً، مراتب عشق و محبت به خداوند و اولیای الهی، اصول مربوط به نفس انسانی و رحمانی، عوامل وجود و خصوصیات انسان کامل، مورد بحث و بررسی تفصیلی قرار گرفته‌است.

### مباحث تفصیلی
کتاب با کلیاتی از عرفان نظری آغاز شده، سپس مباحث زیر را به ترتیب در پی دارد: مفهوم رحم و صله رحم، تاویل قرآن کریم، مراتب وجودی انسان، علوم باطنی، اختلاف امت‌ها، روش‌های سیر و سلوک عرفانی، فهم حقایق عرفانی، مراتب نفس، براهین عرفانی مبنی بر وجود و توحید ذاتی، تجلی خداوند، مفهوم احسان در عرفان، مراتب اهل سلوک، مراحل و منازل اخلاق و عرفان و عشق و محبت و مراتب آن در عرفان،
علیت، قاعده الواحد، ویژگی‌های وجود حق‌تعالی و علم او، مرگ و بدن مثالی، تجلی و ظهور خداوند، صور وجودی از حقایق کلیه، مظهریت انسان کامل، مراتب موجودات، تأثیر و تأثر موجودات بر یکدیگر، مراتب ادراک، مراتب محبت و عشق، نسبت بین ذات و صفات خداوند، براهین مبتنی بر اسما و صفات الهی و مظاهر آن، تشکیک مفهومی وجود، وحدت وجود و ادراک شهود حقیقت،
حقیقت موجودات، اشتراک معنوی وجود، اسامی وجود و ادله اثبات آن، نسبت بین وجود و ماهیت، تعین اولی و ثانی، اسمای الهی، حقیقت فیض، اعیان ثابته، تفسیری از صفات الهی، مراتب و آثار محبت، نسبت بین اسما و ذات الهی، ظهور اسما و صفات، ارتباط بین حقیقت و صور آن، تعین اول و ثانی و کشف اسرار مربوط به وجود،
مراتب نکاح، کشف سر عرفانی، نفس رحمانی و اوصاف آن، پیدایش عقل و لوح، عالم مثال، اثبات وجود مطلق، صورت عرش، صورت کرسی، دوران افلاک، مقام امامت ابراهیم خلیل، توجه به دعا و احکام و اسرار آن و نسبت بین لوح و قلم،
برخی از اسرار عرفانی، نسبت بین علم و عمل، خواص انسان کامل و مراتب کمال و اکملیت، علم و مراتب آن، مراتب شهود، تجلیات ذاتی، صفات و افعال خداوند، حقیقت نبوت، تعدد عوالم و حقایق آن، مناجات انسان کامل، ویژگی افعال خداوند، حقیقت انسان، ویژگی کلام الهی و برخی دیگر از ضوابط و قواعد عرفانی.